# Elena Teuffer
Elena Teuffer (* 1973) ist eine deutsch-isländische Übersetzerin.

## Werke
Elena Teuffer wuchs  in Köln auf. Nach dem Besuch des dortigen Hildegard-von-Bingen-Gymnasiums absolvierte sie ab 1994 ein Studium der Skandinavistik, Politikwissenschaft und altkatholischen Theologie an der Universität Bonn, das sie 2000 mit dem Magistergrad abschloss. Seit 1999 lebt sie in Island  und arbeitet seitdem als freiberufliche Übersetzerin. Sie ist verheiratet und hat vier Kinder.
Elena Teuffer studierte zusätzlich Krankenpflege an der Universität Akureyri und arbeitet ergänzend u. a. in der Krankenpflege, für andere öffentliche Dienste und staatliche Institutionen in Island und ist auch als Krankenhaus-Dolmetscherin tätig. 
Sie übersetzt Belletristik, aber auch Strickmusterübersetzungen aus dem Isländischen ins Deutsche.

## Übersetzungen

### Belletristik
- Ingibjörg Hjartardóttir: Die dritte Bitte, München 2007
- Stella Blómkvist: Die Bronzestatue, München 2003
- Stella Blómkvist: Der falsche Mörder, München 2005
- Stella Blómkvist: Der falsche Zeuge, München 2005
- Stella Blómkvist: Das ideale Verbrechen, München 2004[2]
- Stella Blómkvist: Das letzte Treffen, München 2009
- Stella Blómkvist: Mord in Thingvellir, München 2007

### Sachbücher (Auswahl)
- Moderne Granny Squares, Südwest-Verlag, 2016, ISBN 978-3-517-10178-1
- Isländisch stricken, Südwest-Verlag, 2022, ISBN 	978-3-517-09523-3